# Liriomyza chinensis
Liriomyza chinensis är en tvåvingeart som först beskrevs av Kato 1949.  Liriomyza chinensis ingår i släktet Liriomyza och familjen minerarflugor. Inga underarter finns listade i Catalogue of Life.